# Stenotabanus fairchildi
Stenotabanus fairchildi är en tvåvingeart som beskrevs av Chvala 1967. Stenotabanus fairchildi ingår i släktet Stenotabanus och familjen bromsar. Inga underarter finns listade i Catalogue of Life.